# Chocolat avec des churros
 (mars 2016).
Si vous disposez d'ouvrages ou d'articles de référence ou si vous connaissez des sites web de qualité traitant du thème abordé ici, merci de compléter l'article en donnant les références utiles à sa vérifiabilité et en les liant à la section « Notes et références ».

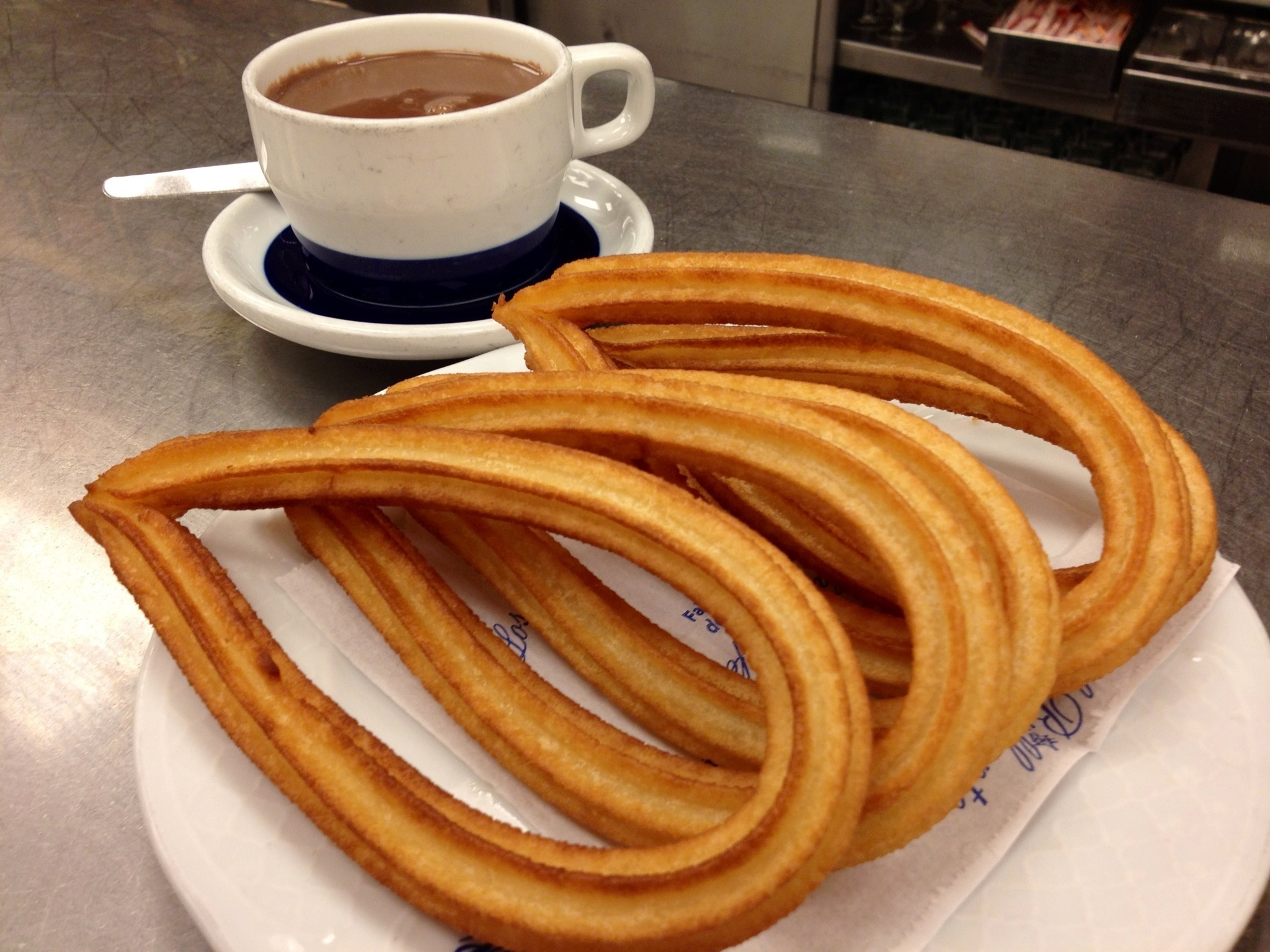
Chocolat avec des churros servi à Madrid.

Le chocolat avec des churros est un plat typique de la cuisine espagnole répandu dans des pays comme le Mexique, l'Argentine, le Chili, l'Uruguay et le Venezuela depuis plus d'un siècle. Il est consommé comme petit déjeuner très tôt le matin et est parfois servi comme goûter. C'est un aliment typique d'Espagne qui est souvent dégusté pendant les mois froids d'hiver. Ce petit déjeuner est un contraste de saveurs équilibré, la douceur amère du chocolat mélangée avec les arômes salés et huileux du croustillant churro formant un duo parfait.

## Histoire

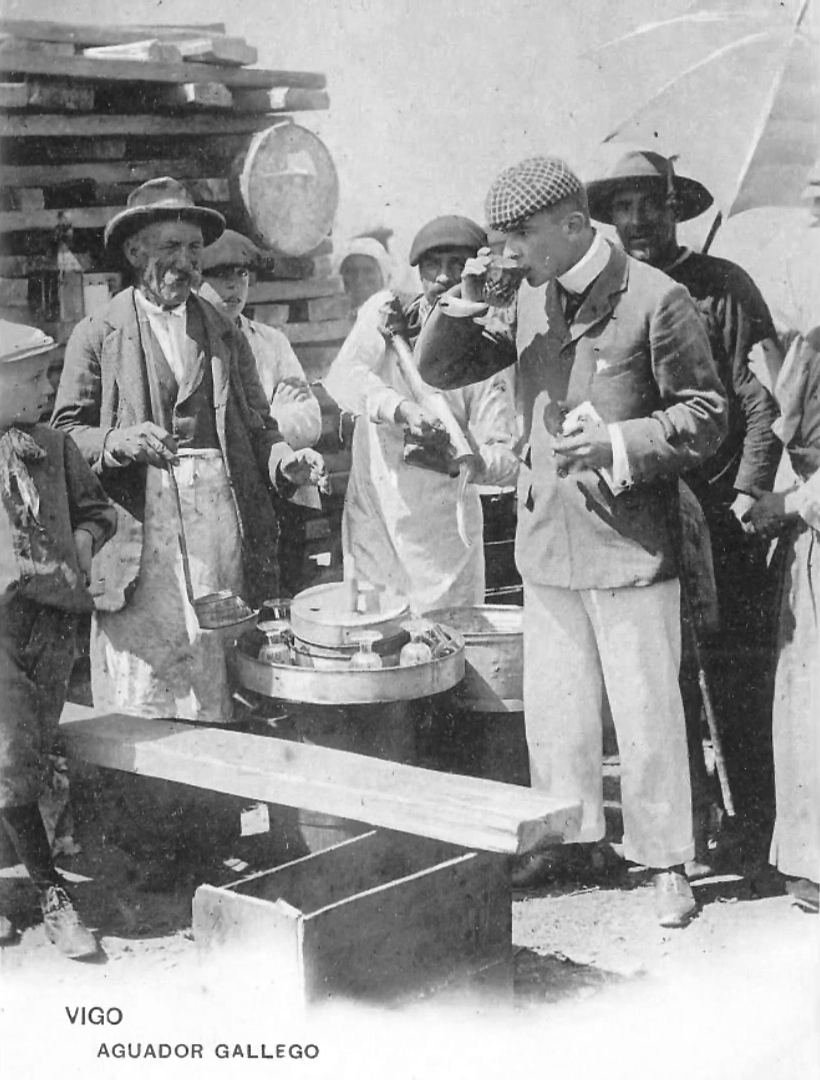
Un homme prenant un chocolat avec des churros dans la rue, à Vigo (province de Pontevedra).

À Madrid, le petit déjeuner avec les churros remonte presque au début du XIXe siècle, il est très probable que le churro se soit fait connaître dans les foires ambulantes qui parcouraient souvent la capitale. Il est certain que la popularité du churro — ou sa variante plus grande, la porra — comme petit déjeuner a grandi jusqu'à être très populaire en raison de son faible coût, à cette époque on l'appelait fruta de sartén (soit littéralement en français : « fruit de poêle »). D'autre part, le chocolat a une histoire plus longue, dont l'invention et le nom remonte au Mexique et à ses cultures pré-hispaniques, et est dérivé du cacao provenant aussi du Mexique, où à l'époque il était la monnaie d'usage chez les peuples pré-colombiens de la Mésoamérique.
Cependant, on ne connait pas exactement le moment entre le XIXe siècle et le début du XXe siècle où ce duo chocolat chaud, churros est créé (certains disent qu'il aurait pu naître autour des années 1920), peut-être que ce fut la sagesse populaire de l'époque qui a fait connaître ce célèbre duo.

## Présentation

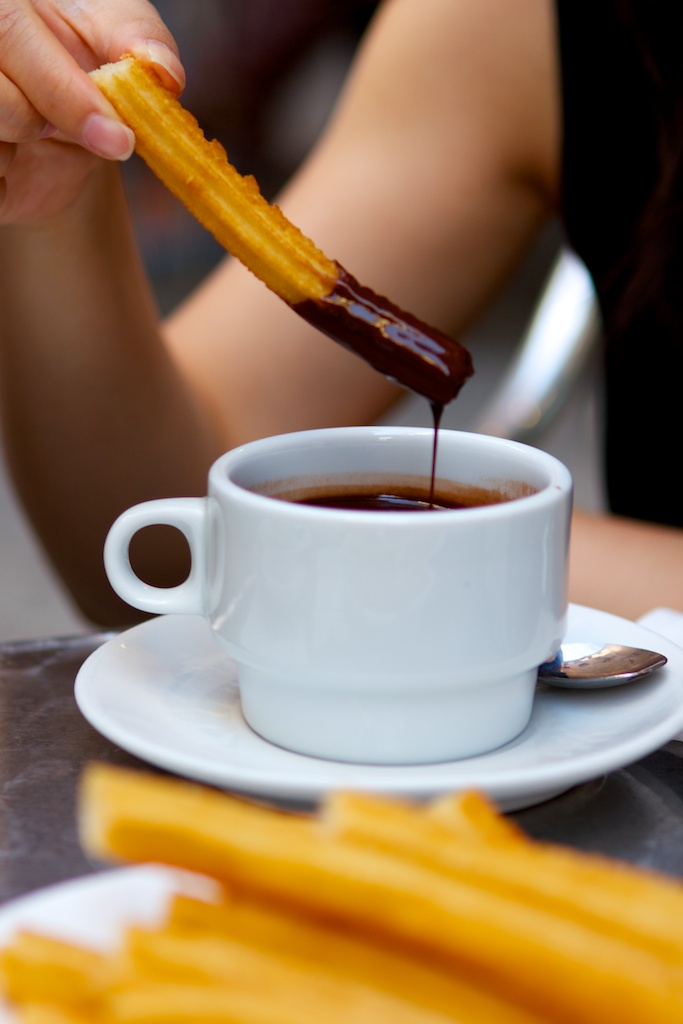
Le churro est trempé dans la tasse de chocolat chaud.

Ce plat est appelé chocolat avec des churros car il indique que le chocolat chaud (généralement entre 75 °C et 80 °C) est servi dans une petite tasse de porcelaine, accompagné d'une assiette de churros qui viennent d'être faits (une portion contient en général entre six et huit churros selon la taille). Parfois, il est servi avec des porras au lieu de churros, cela dépend essentiellement du goût du consommateur. Cela dépend des lieux où il est servi mais, habituellement, le plat de churros est accompagné d'un sachet de sucre pour pouvoir en saupoudrer les pâtisseries (si on le souhaite) et d'un pichet d'eau froide pour étancher la soudaine soif qui apparaît après avoir pris ce petit déjeuner (peut-être par le sel qu'il y a dans les churros).
La consommation de ce plat est simple, on prend un churro et on le trempe dans la tasse de chocolat chaud, parfois — ça dépend du goût du consommateur — avant, on saupoudre le churro de sucre. Le chocolat qui reste après avoir mangé les churros (et qui est plus froid) est habituellement bu.
Le churro peut être servi chaud ou froid. En général, il est servi chaud dans le nord de l'Espagne et à Madrid alors que dans le sud il est servi froid.

## Coutumes
Il faut noter que le chocolat avec des churros est, en dehors d'un petit déjeuner ou d'un goûter, un acte purement social. On le prend généralement assis autour d'un guéridon en marbre, si c'est le petit déjeuner on le prend comme une occasion pour parler avec son voisin, si c'est le goûter pour se réunir entre amis. Dans certains pays comme à Cuba (et comme en Espagne à la fin du XVIIIe siècle), c'est un aliment servi lors des banquets de veillée funèbre.

### Lieux
Le lieu où on peut prendre un chocolat avec des churros est ce qu'on appelle une churrería, c'est généralement un endroit dont la décoration est faite avec beaucoup de marbre (en particulier les tables et le sol) rappelant en partie les années du début du XIXe ou XXe siècle, la structure de ces locaux est habituellement typique d'antan : une personne devant la caisse qui reçoit la demande du nombre de churros, encaisse et donne au client un reçu qui sert de preuve pour demander la commande au comptoir. On est généralement servi en quelques minutes. Dans certaines churrerías de Madrid, en raison du grand nombre de clients, il existe depuis longtemps une coutume, celle de partager sa table. L'odeur de ces churrerías est un étrange mélange entre la friture des churros et le cacao frémissant. Dans les churrerías, on peut également commander du café au lait avec des churros (une variante), de la liqueur d'anis, du cognac, etc. Il y a la possibilité de commander « à emporter » et emporter dans un récipient le chocolat et les churros, certaines chocolateries traditionnelles offrent déjà ce service.
Les churrerías sont ouvertes très tôt, leur popularité fait que dès la première heure (5 h ou 6 h), les travailleurs peuvent venir prendre leur petit déjeuner. Aujourd'hui, le principe évolue progressivement et les jeunes qui passent des nuits blanches pendant les week-ends ou les fêtes locales finissent généralement assis prenant leur petit déjeuner dans ces churrerías matinales.
Le chocolat avec des churros est également servi dans n'importe quel café ou terrasse. Peu à peu, le rythme rapide des villes fait qu'il y a une demande de marchands ambulants pour servir les churros, de cette manière il n'est pas rare de voir de plus en plus ce type de marchand à côté des stations ferroviaires. Certaines entreprises de restauration arrivent à offrir, parmi leurs nombreux services culinaires, des petits déjeuners avec du chocolat et des churros.

### Churrerías

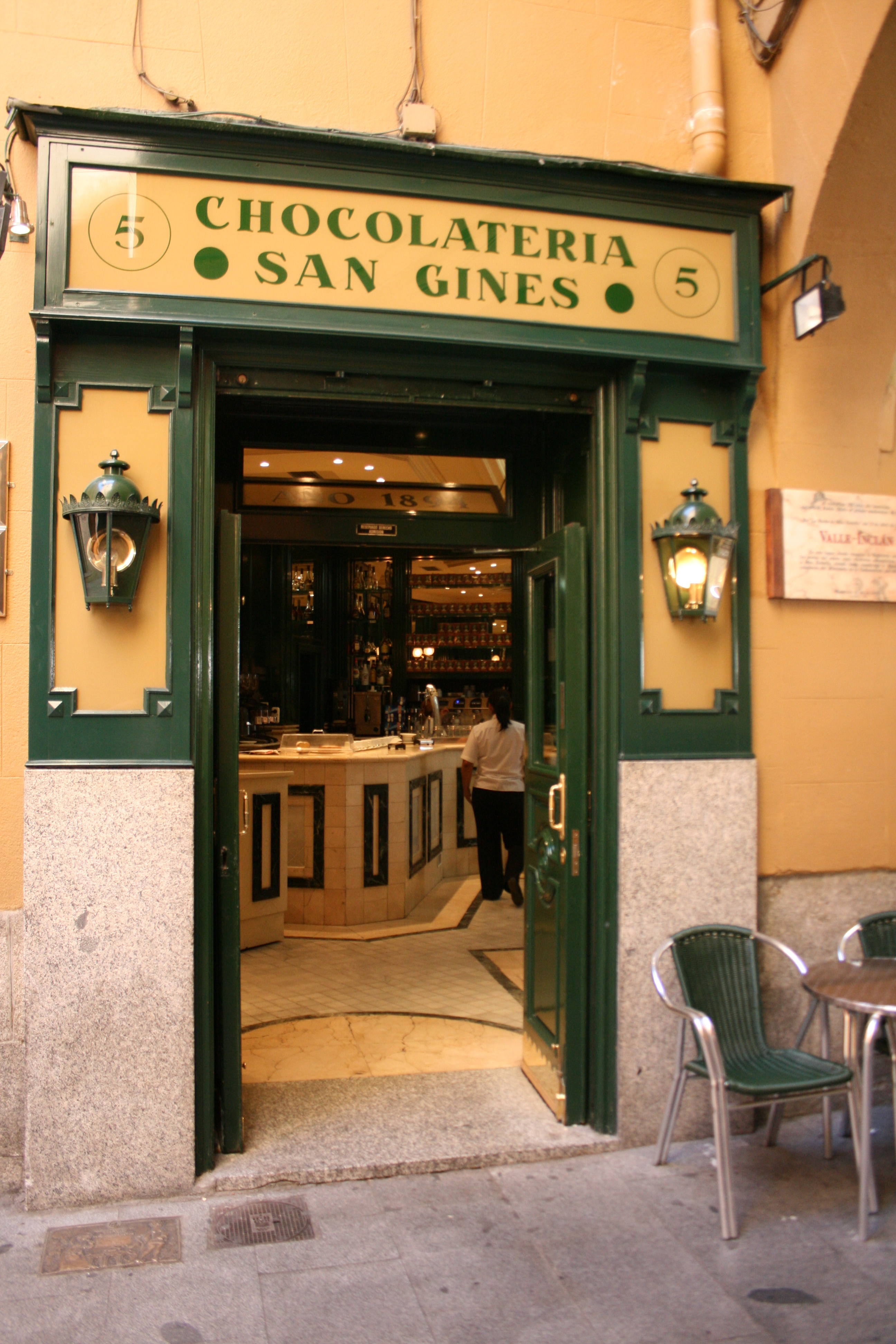
Chocolatería San Ginés, à Madrid.

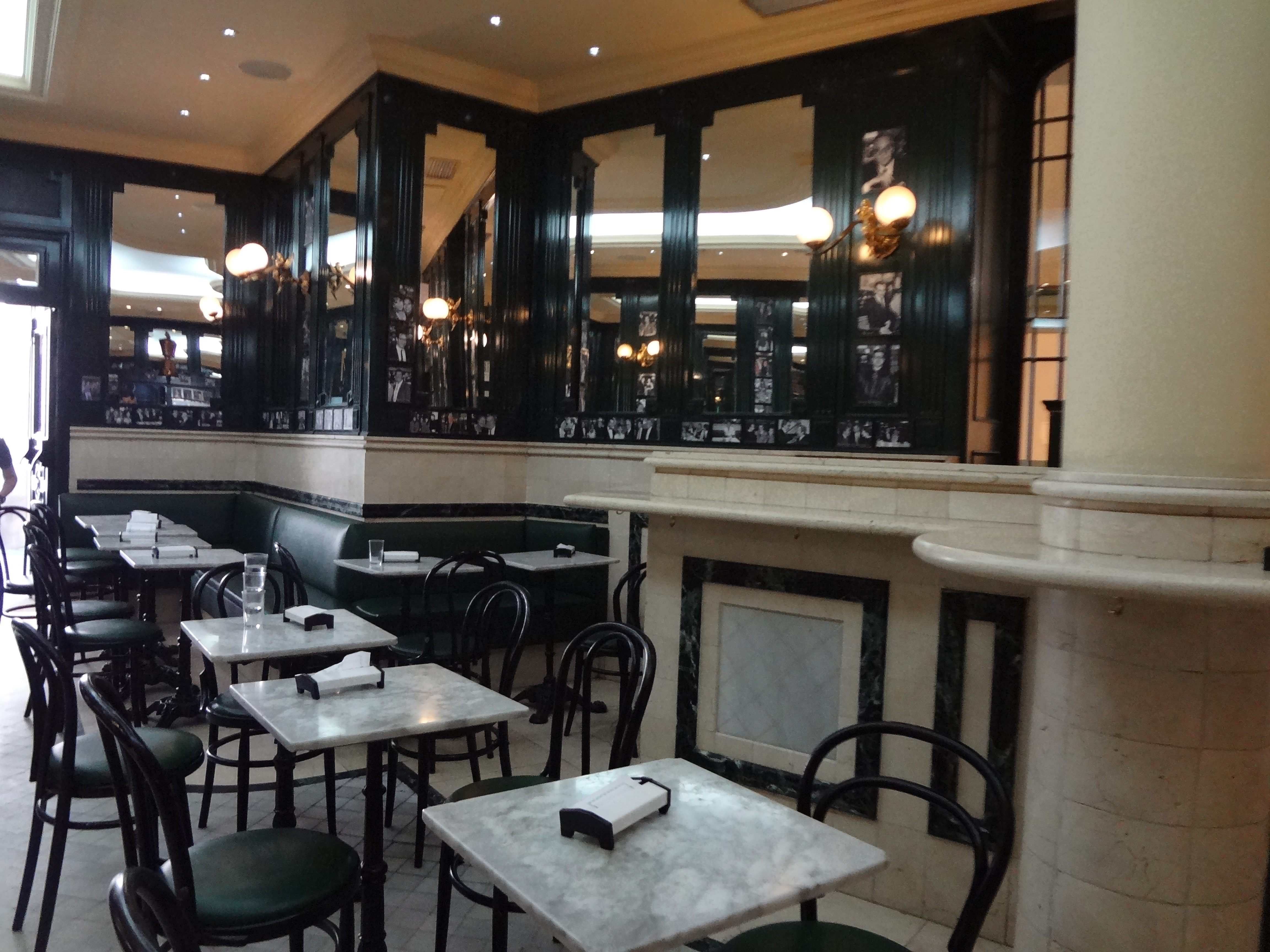
L'intérieur de la Chocolatería San Ginés.

Chaque churrería a sa propre ambiance et une façon différente de faire les churros, dans certains endroits ils sont allongés, dans d'autres pliés, cannelés, frisant plus ou moins la pâte, saupoudrant ou non de sucre, etc. Tout est question des goûts du propriétaire et des consommateurs réguliers. En règle générale, le churro est préparé au moment où il est commandé, ce qui fait qu'il est croustillant.
À Madrid, l'une des plus traditionnelles est la Chocolatería San Ginés, située dans le centre de la ville. Il y a aussi La Mallorquina sur la place de la Puerta del Sol. À Palma de Mallorca, Ca'n Joan de Aigo, inaugurée en 1700, est également célèbre. À Santander (en Cantabrie), la Churrería Áliva est la meilleure et la plus traditionnelle. À Malaga, l'endroit le plus traditionnel pour prendre un chocolat avec des churros est la Casa Aranda dans la rue Herrera del Re et à Marbella (province de Malaga), c'est la Churrería Ramón sur la plaza de los Naranjos.
En dehors de l'Espagne, on peut également trouver des chocolateries qui servent des churros. À Buenos Aires, en Argentine, c'est une cafétéria traditionnelle (initialement bar lácteo ; en français : bar laitier) La Giralda dans la Avenida Corrientes, qui est connue non seulement pour son chocolat avec des churros, mais aussi pour être le point de rencontre d'artistes remarquables du tango. Plusieurs cafés servent aussi du chocolat avec des churros dans la Avenida de Mayo, où se trouve la communauté espagnole de Buenos Aires, notamment le Café Tortoni. Boire du chocolat avec des churros est également répandu dans d'autres villes et villages de l'intérieur du territoire argentin (par exemple Córdoba, Rosario, Mendoza, Mar del Plata, etc.), en particulier pendant les mois froids d'hiver (soit environ entre mai et août).

### Variantes
La variante la plus populaire du chocolat avec des churros est le café avec des churros servi dans les mêmes lieux et qui se prend souvent plus rapidement.
À certaines dates, le chocolat avec des churros entre en concurrence avec les torrijas (en français : pain perdu) de la Semaine Sainte, ou même les picatostes (spécialité espagnole).
Dans certains endroits, il y a d'autres variantes du chocolat avec des churros, tels que les porras, les gaufres au chocolat et même les buñuelos (beignets frits).
Il y a des variantes, généralement servies chez les marchands ambulants, qui ont le chocolat (souvent plus épais) incorporé dans l'espace à l'intérieur du churro.
En Argentine également, c'est commun de remplir les churros avec de la confiture de lait ou de la crème pâtissière, leur donnant encore plus de douceur.

## Arts
- Churros con chocolate y otras relaciones peligrosas est un recueil de contes de Carmen Fuentes.